# Electro
Der Begriff Electro (auch Elektro oder Elektromusik) bezeichnet verschiedene Musikstile, deren gemeinsames Hauptmerkmal die Umsetzung von Kompositionen auf überwiegend rein elektronischer Basis ist und die primär Elektronische Tanzmusik der Popularkultur umfassen.